# Gustav Henrik Müllern
Gustav Henrik, baron von Müllern (ur. 1664, zm. 9 kwietnia 1719) – szwedzki urzędnik państwowy i dyplomata.

## Życiorys
Minister szwedzki Nils Eosander, hrabia Lillieroot wysłał go w 1697 na rokowania pokojowe do Rijswijk.
W latach 1689–1701 był szwedzkim posłem w Palatynacie.
Jako Sekretarz stanu pojechał z królem Szwedzki (Karol XII) do Rosji, a po klęsce, którą przyniosła bitwa pod Połtawą (1709) wyruszył wraz z władcą i częścią armii do Turcji.
Po powrocie do Szwecji (1715) szef polityki zagranicznej Szwecji.